# Superliga Série B (maschile)
La Superliga Série B è la seconda divisione del campionato brasiliano maschile di pallavolo: al torneo partecipano otto squadre di club brasiliane; determina i club promossi in Superliga Série A e quelli retrocessi in Superliga Série C.

## Albo d'oro
| Anno          | Podio             | Podio             | Podio           |
| Campione      | Seconda           | Terza             |                 |
| ------------- | ----------------- | ----------------- | --------------- |
| 2012 Dettagli | APAV              | Funvic            | Santo André     |
| 2013 Dettagli | Montecristo       | Atibaia           | Escola do Corpo |
| 2014 Dettagli | Escola do Corpo   | Mão de Pilão      | Sada            |
| 2015 Dettagli | Sada              | Bento Gonçalves   | Sesi            |
| 2016 Dettagli | Caramuru          | Sesi              | São Bernardo    |
| 2017 Dettagli | Sesc              | Clube Jaó         | Botafogo        |
| 2018 Dettagli | AVF               | Itapetininga      | Botafogo        |
| 2019 Dettagli | Botafogo          | APAN              | Anápolis        |
| 2020 Dettagli | Non assegnato     | Non assegnato     | Non assegnato   |
| 2021 Dettagli | Asepel            | UPIS              | Anápolis        |
| 2022 Dettagli | Suzano            | ABCD              | Instituto CUCA  |
| 2023 Dettagli | Norte Catarinense | Academia do Vôlei | Araucária       |
| 2024 Dettagli | Vôlei Pró         | Neurologia Ativa  | Instituto CUCA  |

## Palmarès
| Squadra           | Titolo | Edizione |
| ----------------- | ------ | -------- |
| APAV              | 1      | 2012     |
| Montecristo       | 1      | 2013     |
| Escola do Corpo   | 1      | 2014     |
| Sada              | 1      | 2015     |
| Caramuru          | 1      | 2016     |
| Sesc              | 1      | 2017     |
| AVF               | 1      | 2018     |
| Botafogo          | 1      | 2019     |
| Asepel            | 1      | 2021     |
| Suzano            | 1      | 2022     |
| Norte Catarinense | 1      | 2023     |
| Vôlei Pró         | 1      | 2024     |